# 韋爾科姆群島
53°58′S 37°29′W / 53.967°S 37.483°W

韋爾科姆群島（英語：Welcome Islands）是南大西洋的群島，屬於南喬治亞群島的一部分，位於伯德島以東，由英國探險家詹姆斯·庫克在1775年發現，島上無人居住。

## 外部連結
- Map of Willis Islands, Bird Island and Welcome Islands